# La Mauvaise Nouvelle
La Mauvaise Nouvelle est un film muet français réalisé par Louis Feuillade sorti en 1910.

## Fiche technique
- Réalisation et scénario : Louis Feuillade
- Photographie : Albert Sorgius
- Société de production : Société des Établissements L. Gaumont
- Pays : France
- Format : Muet - Noir et blanc - 1,33:1 - 35 mm
- Durée : inconnue
- Date de sortie : 
  -  France - 1910

## Distribution
- Alice Tissot
- Maurice Vinot